# Cabinessence
Cabinessence, conosciuto anche con il titolo Cabin Essence, è un brano musicale composto nel 1966 da Brian Wilson e Van Dyke Parks per il gruppo pop rock statunitense The Beach Boys. La traccia doveva originariamente essere inclusa nel celebre "album perduto" dei Beach Boys del 1967 intitolato  Smile. Tuttavia il brano vide la luce soltanto tre anni dopo, quando, registrato nuovamente fu inserito nell'album 20/20. Nel 2011 Cabin Essence è stata infine pubblicata nella sua forma originale ancorché incompleta nel cofanetto The Smile Sessions, box set antologico che ricostruisce filologicamente l'album originale.
Il soggetto della canzone, secondo quanto dichiarato da Wilson, dovrebbe essere la "ferrovia", e nel pezzo egli voleva incapsulare l'immagine di lavoratori cinesi che battono i picconi sulle rotaie mentre le loro menti si "allontanano su un binario diverso" dopo aver notato un corvo che vola sopra di loro. Secondo il giornalista musicale Nick Kent, la canzone "sovrappone elementi di musica americana sia della costa occidentale che orientale in modo raffinato" con una certa "atmosfera orientale", resa dall'impiego di banjo e armonica a bocca, come anche dalle percussioni nel ritornello, designate ad emulare il suono dei lavoratori che costruiscono la ferrovia.
Cabinessence ha ricevuto il plauso della critica quale uno dei punti forti di 20/20. Il biografo Jon Stebbins fece notare il "canto demoniaco" nella canzone che egli credeva esemplificasse "la musica più ossessionante, maniacale e malvagia che i Beach Boys abbiano mai inciso". La rivista Mojo descrisse Cabinessence: "Composizione di ampio respiro, senza precedenti nella sua ambizione e tanto un enigma sonoro irrisolto quanto l'album per cui era stato scritto, questo fu il capolavoro incompreso che scatenò le ire di Mike Love e causò il fallimento del progetto di Smile."

## Il brano
Brian Wilson dichiarò che lui e Van Dyke Parks scrissero la canzone insieme a Heroes and Villains, Wonderful e Surf's Up, in una gigantesca vasca riempita di sabbia con un pianoforte all'interno che Wilson aveva fatto installare nel suo soggiorno. Cabinessence fu una delle tracce di Smile con un testo criptico che gli altri membri della band non approvavano, essendo, secondo loro, troppo surreale e pieno di giochi di parole, e soprattutto non adatto al loro pubblico.
Volendo chiarire i riferimenti storici presenti nel testo della canzone, Van Dyke Parks disse:

### Registrazione e struttura
Il brano è costituito da tre sezioni distinte: Home on the Range, Who Ran the Iron Horse, e The Grand Coulee Dam. Home on the Range potrebbe fungere da strofa, mentre Who Ran the Iron Horse come ritornello. Se Home on the Range è in tempo 4/4, Who Ran the Iron Horse è invece a tempo di valzer. Inoltre, The Grand Coulee Dam è in 3/4. Il ritornello ripete la frase: «Who ran the Iron Horse?» sopra un tappeto di armonie vocali in modo misolidio, e una progressione di accordi in Fa maggiore. Nella seconda iterazione di questa sezione, ci sono alcune parole a malapena udibili cantate da Dennis Wilson sotto le armonie. Nel 1969, Brian Wilson scrisse:
Il musicista Mark Johnson si riferì al banjo presente in Cabinessence definendolo lo "strumento tradizionale della grande musica folk americana", e che la canzone "potrebbe essere un'esplorazione alla John Steinbeck di quale sia realmente la funzione della musica negli Stati Uniti". La traccia venne mixata e completata quasi del tutto nel dicembre 1966, mancante solo della voce solista e di una struttura coerente.

### Dissidi
Una seduta di registrazione in studio per le sovraincisioni vocali alla sezione The Grand Coulee Dam tenutasi il 6 dicembre 1966 fu notoriamente la goccia che fece traboccare il vaso e scatenò l'insorgere delle tensioni all'interno della band. Quando Brian chiese a Mike Love di cantare il testo della canzone, perplesso, Love domandò a Wilson di chiamare l'autore delle parole del testo Parks cosicché gli spiegasse il significato di strofe quali: «Over and over, the crow cries, uncover the cornfield. Over and over, the thresher and hovers, the wheatfield» ("Ancora e ancora, il corvo piange, scopre il campo di grano. Ancora e ancora, la trebbiatrice e il cielo, il campo di grano"). Wilson acconsentì, e chiese a Parks se poteva venire in studio. Al suo arrivo, Love interrogò in maniera aggressiva Van Dyke Parks. Incapace di fornire a Mike Love una risposta che lo soddisfacesse e non volendo essere trascinato in una discussione sulla qualità del suo lavoro, Parks rispose semplicemente che non aveva idea di cosa significasse il testo da lui scritto. Di conseguenza, Parks abbandonò la sessione sentendosi come "un intruso in una lite in famiglia" con radici e motivazioni che non avevano nulla a che fare con lui, e alla fine della primavera del 1967 avrebbe definitivamente abbandonato il progetto. Alcuni esperti del settore considerano che sia stato questo l'episodio principalmente responsabile della cancellazione di Smile.

### Nuovo missaggio per20/20
Nel settembre 1968, il gruppo tornò a lavorare al pezzo per riciclarlo nel nuovo album in programma intitolato 20/20. La registrazione di questa versione è però del tutto nuova, perché prima della sua operazione all'orecchio circa un anno prima, Brian non poteva ascoltare in stereo. Anche se la versione finale di Smile sarebbe stata molto probabilmente pubblicata in mono, la traccia fu infine pubblicata in stereo con il titolo modificato da Cabin Essence a Cabinessence in 20/20, con la voce solista di Carl Wilson registrata il 20 novembre 1968.

### Versioni alternative
Una versione strumentale del pezzo è stata inclusa nel cofanetto antologico Good Vibrations: Thirty Years of The Beach Boys del 1993. La canzone fu re-incisa da Brian Wilson per il suo album solista Brian Wilson Presents Smile del 2004. Un missaggio mono della versione originale dei Beach Boys dell'epoca di Smile è stata inclusa nel box set The Smile Sessions del 2011. Questa versione è stata pubblicata come singolo promozionale in abbinamento al numero del giugno 2011 della rivista Mojo.

## Formazione
The Beach Boys
- Brian Wilson – cori
- Carl Wilson – chitarra, voce solista
- Dennis Wilson – cori
- Mike Love – voce solista
- Al Jardine – cori

Musicisti aggiuntivi
- Jimmy Bond Jr. – basso
- James Burton – dobro
- Jesse Ehrlich – violoncello
- Carl Fortina – armonica
- Jim Gordon – tamburello
- Armand Kaproff – violoncello
- Carol Kaye – basso, banjo
- Jay Migliori – flauto
- Oliver Mitchell – tromba
- Tommy Morgan – armonica a bocca
- Van Dyke Parks – pianoforte
- Bill Pitman – basso a 6 corde con effetto fuzz
- Lyle Ritz – basso
- Tommy Tedesco – chitarra, bouzouki
- Frank Capp – percussioni, glockenspiel
- Stephen Desper — cori e ingegnere del suono (versione in 20/20)

## Curiosità
- I Cabinessence, un gruppo indie rock dell'Oregon, derivano il proprio nome da questa canzone.[16]